# 文鯿
文鯿（学名：Vimba vimba）为輻鰭魚綱鯉形目雅羅魚科的其中一種，分布於歐亞大陸，本魚背部表面呈現深藍綠色，側面呈現銀色。眼睛是黃色的，胸鰭和腹鰭的基部是紅黃色的。在繁殖季節，顏色變得更加鮮豔，雄性的鰓蓋、鰭基部和腹部可能會變成橙色，背鰭硬棘3枚；背鰭軟條8至9枚；臀鰭硬棘3枚；臀鰭軟條16至22枚，體長可達50公分，棲息於河的中下游，屬底层食泥鱼，以泥沙及泥沙里的小鱼为食，可做為食用魚，肉味鲜美。屬鲷类，是一种淡水鲷鱼，虽叫文鳊，但不屬于鳊类。